# Segundo gobierno de Jorge Holguín Mallarino
El segundo gobierno de Jorge Holguín Mallarino se dio entre el 11 de noviembre de 1921 y el 7 de agosto de 1922, luego de ser designado tras el retiro en calidad de licencia de Marco Fidel Suárez. Sus dos gobiernos hicieron parte de la Hegemonía Conservadora (1886-1930).

## Llegada al poder
En 1921, nuevamente fue designado presidencial por el retiro de Suárez, quien envió una carta al congreso el 4 de noviembre e hizo efectivo su retiro, en calidad de licencia, a partir del 10 de noviembre, pero prolongándose hasta la terminación de su período. Suárez se retiró por los problemas de gobernabilidad que tuvo desde finales de 1919. Antes de su renuncia, Suárez se cercioró de que su sucesor sería Holguín, hombre de su entera confianza y de su misma corriente ideológica. El 6 de noviembre Holguín fue elegido primer designado, y el 11 se posesionó ante el congreso colombiano, a raíz de un acuerdo político previo, en el que ambos partidos apoyaron la designación de Holguín como sucesor de Suárez. Su elección se logró gracias a su gestión con el gobierno peruano por la delimitación de fronteras cuando trabajó para el presidente Concha y por su cercanía con la familia de la esposa fallecida de Suárez.
Holguín fue elegido designado el 11 de noviembre de 1921, luego de la renuncia de Marco Fidel Suárez. En esta ocasión, pudo completar el mandato sin mayores problemas, entregando la presidencia a Pedro Nel Ospina el 7 de agosto de 1922.

## Gabinete Ministerial
En este gobierno, Holguín procuró rodearse de copartidarios suyos que le facilitaron gobernar, en comparación con su primer gobierno. De su gabinete destacan de su cuerpo de ministros dos liberales, quienes llegaron a ser presidentes en 1930 y 1934, 1942 respectivamenteː Enrique Olaya Herrera y Alfonso López Pumarejo.
| Ministerio                         | Imagen | Nombre                             | Partido             | Inicio                  | Final                   |
| ---------------------------------- | ------ | ---------------------------------- | ------------------- | ----------------------- | ----------------------- |
| Ministro de Gobierno               |        | Aristóbulo Archila                 |                     | 11 de noviembre de 1921 | 13 de noviembre de 1921 |
| Ministro de Gobierno               |        | Pablo Antonio Ramírez Valencia (e) |                     | 14 de noviembre de 1921 | 26 de diciembre de 1921 |
| Ministro de Gobierno               |        | Gral. Víctor Manuel Salazar        | Partido Conservador | 27 de diciembre de 1921 | 7 de agosto de 1922     |
| Ministro de Relaciones Exteriores  |        | José Vicente Concha                | Partido Conservador | 11 de noviembre de 1921 | 27 de noviembre de 1921 |
| Ministro de Relaciones Exteriores  |        | Enrique Olaya Herrera              | Partido Liberal     | 28 de noviembre de 1921 | 5 de diciembre de 1921  |
| Ministro de Relaciones Exteriores  |        | Antonio Gómez Restrepo (e)         |                     | 29 de noviembre de 1921 | 20 de abril de 1922     |
| Ministro de Relaciones Exteriores  |        | Lucas Caballero Barrera            | Partido Liberal     | 20 de abril de 1922     | 7 de agosto de 1922     |
| Ministro de Hacienda               |        | Miguel Arroyo Diez                 | Partido Conservador | 11 de noviembre de 1921 | 7 de agosto de 1922     |
| Ministerio de Guerra               |        | Aristóbulo Archila                 |                     | 11 de noviembre de 1921 | 7 de agosto de 1922     |
| Ministerio de Instrucción Pública  |        | Eduardo Restrepo Sáenz             | Partido Conservador | 11 de noviembre de 1921 | 18 de noviembre de 1921 |
| Ministerio de Instrucción Pública  |        | Rafael Cárdenas Piñeros (e)        |                     | 19 de noviembre de 1921 | 3 de enero de 1922      |
| Ministerio de Instrucción Pública  |        | Bonifacio Vélez                    | Partido Conservador | 4 de enero de 1922      | 7 de agosto de 1922     |
| Ministro de Agricultura y Comercio |        | Jesús del Corral                   | Partido Conservador | 11 de noviembre de 1921 | 26 de diciembre de 1921 |
| Ministro de Agricultura y Comercio |        | Gral. Ignacio Moreno               |                     | 27 de diciembre de 1921 | 7 de agosto de 1922     |
| Ministro de Obras Públicas         |        | Esteban Jaramillo                  | Partido Conservador | 11 de noviembre de 1921 | 27 de noviembre de 1921 |
| Ministro de Obras Públicas         |        | Gral. Víctor Manuel Salazar        |                     | 28 de noviembre de 1921 | 30 de diciembre de 1921 |
| Ministro de Obras Públicas         |        | Nemesio Camacho Macías             | Partido Liberal     | 31 de diciembre de 1921 | 3 de febrero de 1922    |
| Ministro de Obras Públicas         |        | Gral. Florentino Manjarrés         |                     | 4 de febrero de 1922    | 25 de abril de 1922     |
| Ministro de Obras Públicas         |        | Próspero Márquez                   |                     | 26 de abril de 1922     | 7 de agosto de 1922     |
| Ministro del Tesoro                |        | Laureano García Ortiz              | Partido Conservador | 11 de noviembre de 1921 | 22 de noviembre de 1921 |
| Ministro del Tesoro                |        | Eugenio Andrade (e)                |                     | 23 de noviembre de 1921 | 20 de abril de 1922     |
| Ministro del Tesoro                |        | Alfonso López Pumarejo             | Partido Liberal     | 20 de abril de 1922     | 7 de agosto de 1922     |

## Obras públicas
Se interesó especialmente por la construcción de los Ferrocarriles del Norte y del Pacífico. Los ferrocarriles le ayudaron a implementar una política beneficiándose de la bonanza cafetera de finales de los 1930, impulsada luego por la indemnización por la pérdida de Panamá que el gobierno le pagó al gobierno de Pedro Nel Ospina meses después de que Holguín entregara el poder.

## Relaciones exteriores
Se encargó también de permitir el éxito del Tratado Lozano-Salomón, que inició el gobierno de Marco Fidel Suárez, para trazar los límites con el Perú por problemas territoriales.

## Controversias
En su segundo gobierno, Holguín fue apoyado por el general Pedro Nel Ospina, pero fue duramente cuestionado por la opinión pública, dados los abiertos intereses electorales del mismo. Fundamentalmente la crisis se dio cuando incluyó a los ospinistas Miguel Arroyo Diez y Aristóbulo Archila, y luego trató de emendar el error al incluir liberales y conservadores en su gabinete; la mayoría rechazaron la oferta. A este respecto al diario La República afirmó:

“El nuevo Gabinete seleccionado no solucionará, ni remotamente, los problemas que el país confronta [...] creemos que el señor General Holguín no ha querido dar un paso definitivo y firme”
Pedro Nel Ospina

A finales del gobierno de Holguín, conservadores radicales como el entonces congresista Laureano Gómez acusaron públicamente a Pedro Nel Ospina, de estar aliado con los liberales para derrocar a Holguín y restaurar al expresidente Suárez. También acusaba al supuesto complot ospinista-liberal de estar planeando retrasar la creación del Banco de la República, con el fin de beneficiarse electoralmente del retraso. Gómez llegó a decirː

"(…) hemos ocasionado al Erario público un gasto que excede de 300 000, $ con el solo pretexto de que estamos legislando sobre Bancos, pero resueltos a que la ley sobre la materia no se expida. ¿Hay en esto honorabilidad y buena fe?"
Laureano Gómez, mayo de 1922.

Fue un hecho que el banco se creó bajo el gobierno de Pedro Nel Ospina, pero no se llegó a comprobar el complot. Finalmente el más beneficiado por el escándalo fue el propio Ospina, quien resultó elegido presidente y Holguín le entregó el poder el 7 de agosto de 1922.